# Карл Цайс
Карл Фрідріх Цайс (нім. Carl Friedrich Zeiss; 11 вересня 1816 — 3 грудня 1888) — всесвітньо відомий німецький інженер і виробник оптики, засновник фабрики оптичних систем «Цайс» в Єні (з 1846 року).

## Внесок в оптику
Цайс зробив істотний внесок у розвиток технології виготовлення лінз. Його досягнення в цій галузі використовуються й досі. Заснований ним у 1840 році у Веймарі (Німеччина) завод згодом став одним із найвідоміших і найкрупніших виробників оптики. На фабриці в Єні Цайс розробив лінзи, які лягли в основу популярної оптики Zeiss. Спочатку продукція заводу використовувалася у виробництві мікроскопів, а після винаходу фотокамери компанія «Цайс» почала виробляти і знамениті високоякісні об'єктиви. Створені Цайсом об'єктиви мали дуже велику апертуру, що давало змогу отримувати якісніші зображення.
Карл Цайс помер 3 грудня 1888 року в Єні (Німеччина), в тому місці, де він і почав своє виробництво.
Після смерті засновника фірми на чолі справи став професор Ернст Аббе. Статут товариства «Zeiss-Stiftung zu Jena» був затверджений в 1896 році. До початку 1890 року компанія займалася переважно виготовленням мікроскопів; з 1890 року вона стала виробляти фотографічні об'єктиви (Рудольф) і оптичні вимірювальні інструменти (К. Пульфріх), а з 1894 року — і телескопи (Паулі).

## Біографія

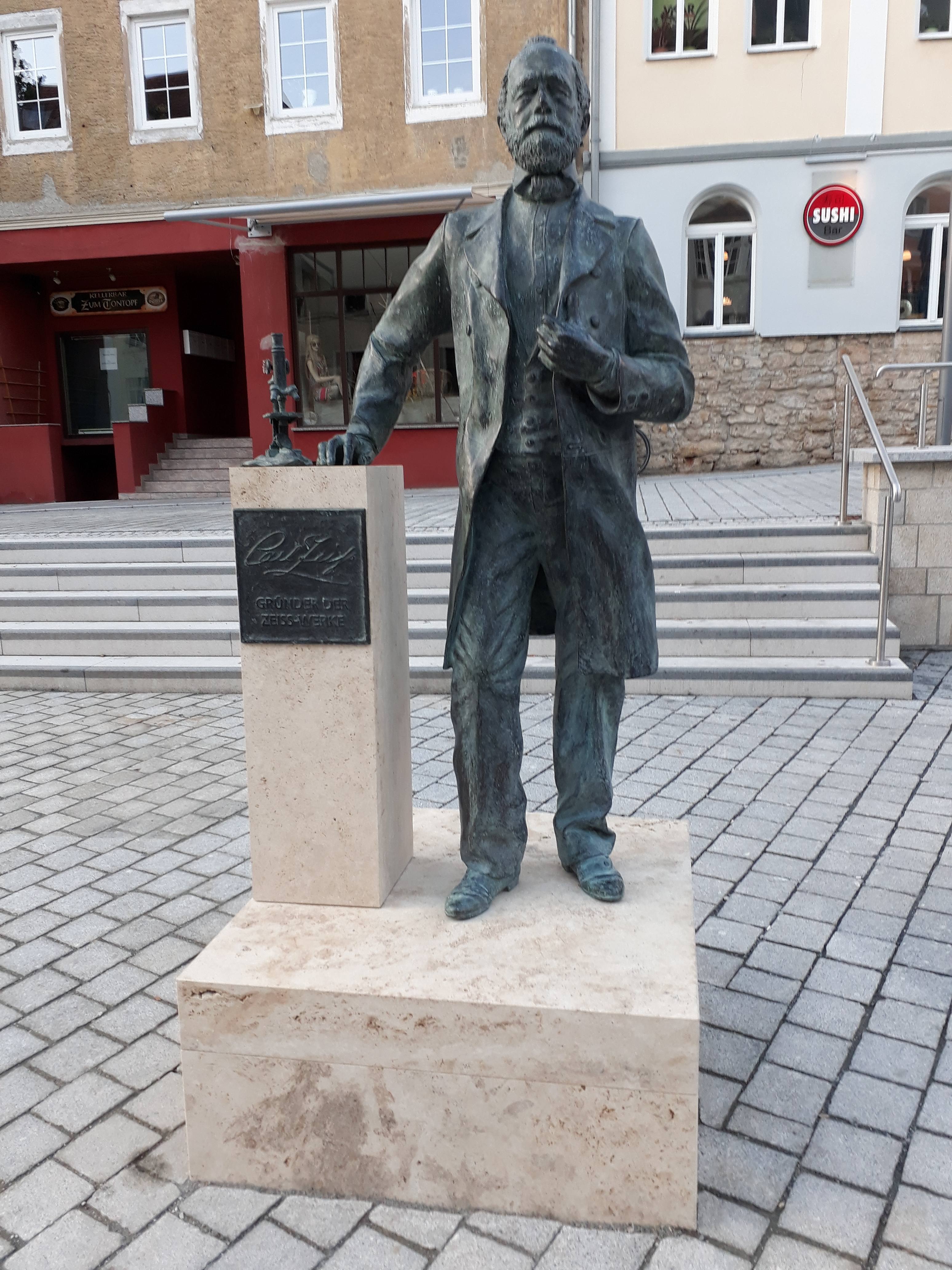
Пам'ятник Карлові Цайсу в Єні

Карл Цайс народився 11 вересня 1816 року у Веймарі в сім'ї виробника іграшок. Він навчався в граматичній школі, а пізніше відвідував лекції з математики, фізики, антропології, оптики і мінералогії в Університеті Єни. Через сім років він відкрив невелику справу з виробництва оптики, проте його товари не мали особливого попиту аж до 1847 року.
З 1847 року Карл Цайс налагодив виробництво мікроскопів, перші з яких використовували тільки одну лінзу призначалися для експериментальних робіт. У перший рік було продано близько 23 штук. Незабаром Цайс перейшов на виробництво складних мікроскопів. Так у 1857 році на ринку з'явився «Стенд-1» (Stand I).
У 1861 році Цайс був удостоєний золотої медалі на промисловій виставці в Тюрингії. Таким чином, вироблювані ним товари були визнані найкращими серед наукових досягнень Німеччини. У 1866 році його завод продав тисячний мікроскоп. У той період Карл Цайс схилявся до думки, що досяг максимальної віддачі від свого виробництва. Проте його зустріч з фізиком Ернстом Аббе в 1872 році й подальша спільна робота з ним призвели до відкриття умови синусів Аббе.
Протягом цього періоду Цайс розробив і налагодив виробництво найкращих на той момент лінз. Теоретично, умова синуса могла реалізуватися при використанні оптично високоякісного скла, проте фактично на той момент такого скла не існувало. На щастя, доктор Ернст Аббе незабаром зустрів Отто Шота — 30-річного хіміка, фахівця зі скла. В результаті їх співпраці був вироблений новий матеріал, який зміг повністю реалізувати умову синуса. Цей новий вид скла проклав шлях до створення нового типу апохроматичних лінз. Для отримання «чистішого» скла й усунення спотворень у лінзах Цайс використовував метод водного занурення лінз. Ця технологія давала змогу отримати оптику, що створює якісне зображення і що має низьку дисторсію.
Саме до цього Карл Цайс прагнув упродовж усього свого життя. Через два роки після того, як він створив свій новий мікроскоп, Карл Цайс помер природною смертю 3 грудня 1888.